# Brigantia (déesse)

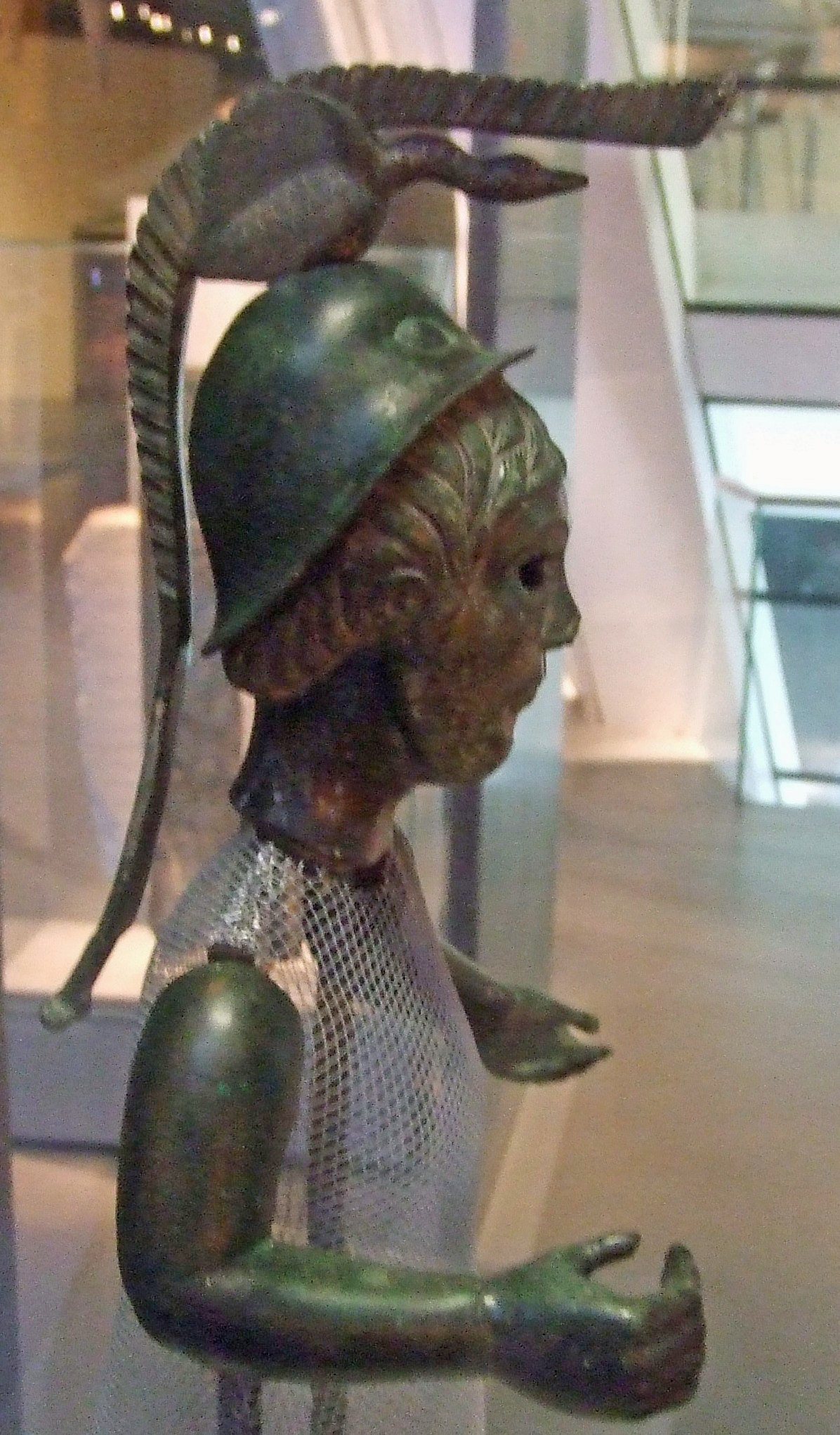
Une statuette au Musée de Bretagne, Rennes, représentant probablement Brigantia : 2e moitié du Ier siècle ap. J.-C..

Brigantia ou Brigindo était une déesse de la religion celte (gallo-romaine et romano-britannique) de l'Antiquité tardive.
Par l'interprétatio Romana, elle a été identifiée avec les déesses Minerve, Tyché / Fortuna et Victoire. On a soutenu que les récits liés aux personnages de Brigit et Brigitte d'Irlande dans la mythologie et la légende irlandaises étaient liés à Brigantia, bien que les personnages eux-mêmes restent distincts.

## Étymologie
Ce nom est dérivé du proto-celtique *Brigantī qui signifie « Le haut » , apparenté au nom en vieil irlandais Brigit, au nom de personne en vieux haut allemand Burgunt, au mot sanskrit Bṛhatī (बृहती) « haut », attribut de la déesse hindou de l'aube Ushas et Avestan bǝrǝzaitī. La source finale est le proto-indo-européen *bʰr̥ǵʰéntih₂ (forme féminine de *bʰérǵʰonts, « haut »), dérivé de la racine *bʰerǵʰ- (« s'élever »),.

## Manifestations de Brigantia
Cette déesse apparaît dans plusieurs endroits du monde celtique, où elle est parfois assimilée à Brigindo en Gaule et à Brigit en Irlande ou en Grande-Bretagne,.

### Les inscriptions

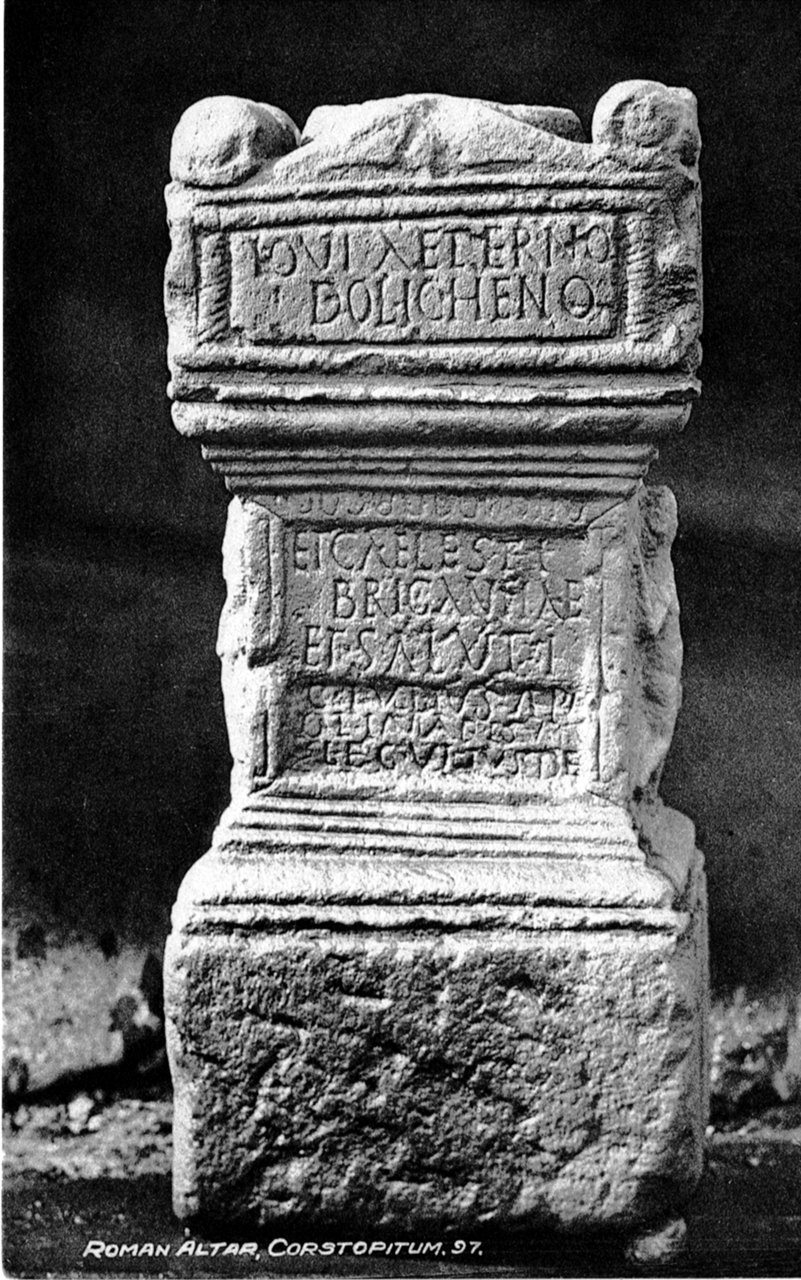
Autel de Jupiter Dolichenus et Caelestis Brigantia de Corbridge, sur une carte postale de 1910

Actuellement, il existe huit inscriptions connues de Brigantia en Grande-Bretagne. À Birrens (le Blatobulgium romain), Dumfries et Galloway, en Écosse, se trouve une inscription :
Brigantiae s(acrum) Amandus / arc(h)itectus ex imperio imp(eratum) (fecit).
Deux inscriptions associent Brigantia à la déesse romaine Victoria, l'une provenant de Castleford dans le Yorkshire et l'autre de Greetland près de Halifax, également dans le Yorkshire. La dernière peut être datée de 208 apr. J.-C. par la mention des consuls :
D(eae) Vict(oriae) Brig(antiae) / et num(inibus) Aauugg(ustorum) / T(itus) Aur(elius) Aurelian/us d(onum) d(edit) pro se / et suis s(e ) mag(istro) s(acrorum) // Antonin[o] / III et Geta [II] / co(n)ss(ulibus)
Également dans le Yorkshire à Adel (Leeds), Burgodunum, une ville antique avec des temples, autels et inscriptions parmi lesquelles: Deae Brigantiae Donum Cinge/ Tissa Posuit.
Corbridge sur le mur d'Hadrien — dans l'Antiquité, Coria — Brigantia porte l'épithète divine Caelestis (« Céleste, Céleste ») et est associée à Jupiter Dolichenus, un dieu romain populaire auprès des soldats de l'armée romaine :
Iovi aeterno / Dolicheno / et caelesti / Brigantiae / et Saluti / C(aius) Iulius Ap/ol(l)inaris /|(centurio) leg(ionis) VI iuss(u) dei
Il y a une inscription à Irthington près de Brampton en Cumbria « DEAE NYMPHAE BRIGANTIAE » - « à la nymphe divine Brigantia ».
Il y a deux inscriptions qui font référence à Dia Brigantiae (la déesse Brigantiae).
Il y en a une à « Tutela Brigantia Augusta ».
Garret Olmstead a noté des légendes numismatiques en écriture ibérique, « BRIGANT_N » (ou « PRIKANT_N », car l'écriture ibérique ne distingue pas les consonnes vocales et non vocales) inscrites sur une pièce de monnaie celtibère suggérant une déesse apparentée à ce peuple.

### Iconographie
À Birrens (le Blatobulgium romain), les archéologues ont trouvé un bas-relief en pierre de l'époque romaine représentant une figure féminine ; elle est couronnée comme une divinité tutélaire, a une tête de Gorgone sur sa poitrine et tient une lance ainsi qu'un globe de victoire comme les déesses romaines Victoria et Minerve. L'inscription mentionnée sur ce bas-relief garantit l'identification de la statue comme étant Brigantia plutôt que Minerve. Une autre statue trouvée en Bretagne semble également représenter Brigantia avec les attributs de Minerve.

### Toponymie
Il existe plusieurs noms de lieux dérivés de « Brigantium », la forme neutre du même adjectif dont le féminin est devenu le nom de la déesse. L'association de ces noms avec la déesse est cependant douteuse car les noms de lieux s'expliquent facilement comme faisant référence à un « haut fort » ou « haut lieu » au sens littéral.
Lisa Bitel a noté une grande diffusion par la toponymie :
La ville de Brégence, à l'extrémité orientale du lac de Constance en Autriche, conserve l'ancien nom de Brigantion, capitale tribale d'un peuple appelé les Brigantes, dont l'origine est peut-être liée une déesse Brigant. Les rivières Brent en Angleterre, Braint au Pays de Galles et Brigid en Irlande sont toutes liées linguistiquement et peut-être religieusement à la racine Brig/Brigant ... Ptolémée, un géographe du deuxième siècle, mentionne une tribu se faisant appeler les Brigantes dans le Leinster. Mais il ne reste rien des Brigantes irlandais, si ce n'est ce seul nom de tribu sur la carte d'un Grec, la rivière Brigid, et des références littéraires beaucoup plus tardives à des saints et des personnages surnaturels nommés Brigit.
Parmi les autres villes qui peuvent également conserver ce théonyme, citons Brigetio en Hongrie ainsi que Briançonnet et Briançon, toutes deux situées en Provence-Alpes-Côte d'Azur, en France. Dans l'Antiquité, Briançon s'appelait Brigantio et était la première ville sur la Via Domitia. Il est attesté par une inscription mentionnant munic(ipii) Brigantien(sium) (la ville de Brigantio) et Bri/gantione geniti (le peuple Briganti). À Briançonnet, deux inscriptions du IIIe siècle mentionnent ord(o) Brig(antorum),. Les chênes y étaient particulièrement vénérés.[réf. nécessaire]
L'ancien nom de Bragança à Trás-os-Montes, au Portugal, était Brigantia. Les habitants d'aujourd'hui sont encore appelés brigantins. Il y a aussi Braga qui est une autre ville du Portugal. C'est la capitale du district du même nom dans la province de Minho. Un peu plus loin sur la côte, les villes de La Corogne et de Betanzos dans l'actuelle Galice étaient respectivement nommées Brigantia et Brigantium. Ces villes du nord-ouest de l'Espagne et la région de l'actuel Portugal située au nord du fleuve Douro, formaient le royaume romain puis médiéval de Gallaecia ou Callaecia. Selon le Lebor Gabála Érenn (Le livre des prises d'Irlande), Breogán a fondé la ville appelée Brigantia et y a construit une tour du haut de laquelle son fils Íth a aperçu l'Irlande, puis a traversé la mer Celtique pour l'envahir et la coloniser.